# 연금초등학교
연금초등학교는 대한민국 경상남도 밀양시 상남면 상남로 824-7 (연금리)에 있었던 초등학교이다.

## 연혁
- 1954년 5월 16일 연금국민학교 설립인가
- 1983년 3월 7일 병설유치원 개원
- 1996년 3월 1일 연금초등학교로 개칭
- 1999년 2월 19일 제43회 졸업식(누계 2416명)
- 1999년 9월 1일 예림초등학교로 통폐합